# Carlos Sotillo
Carlos Sotillo Martínez (Madrid, 18 de noviembre de 1962) es un deportista español que compitió en judo, en la categoría de –60 kg.
Participó en tres Juegos Olímpicos, entre los años 1984 y 1992, obteniendo un diploma olímpico tras finalizar séptimo en Los Ángeles 1984. Ganó cuatro medallas de bronce en el Campeonato Europeo de Judo entre los años 1984 y 1989.

## Palmarés internacional
| Campeonato Europeo | Campeonato Europeo   | Campeonato Europeo | Campeonato Europeo |
| Año                | Lugar                | Medalla            | Categoría          |
| ------------------ | -------------------- | ------------------ | ------------------ |
| 1984               | Lieja (Bélgica)      | Medalla de bronce  | –60 kg             |
| 1985               | Hamar (Noruega)      | Medalla de bronce  | –60 kg             |
| 1988               | Pamplona (España)    | Medalla de bronce  | –60 kg             |
| 1989               | Helsinki (Finlandia) | Medalla de bronce  | –60 kg             |